# Писоло ди Сопра (Верона)
Писоло ди Сопра је насеље у Италији у округу Верона, региону Венето.
Према процени из 2011. у насељу је живело 39 становника. Насеље се налази на надморској висини од 160 м.